# Пулави
Пулави (пољ. Puławy) град је у Пољској у Војводству лублинском. По подацима из 2012. године број становника у месту је био 49 456.

## Становништво
| 2012.  |
| ------ |
| 49 456 |

## Партнерски градови
- Штендал, Дуе, Бојарка, Кастело Бранко, Dubliany, Њасвиж, Nieuwegein

- Званични веб-сајт